# نقاب آبی
نقاب آبی (آلمانی: Maske in Blau) یک فیلم موزیکال در ژانر کمدی به کارگردانی پل مارتین است که در سال ۱۹۴۳ منتشر شد. از بازیگران آن می‌توان به ولف الباخ-رتی، هانس موزر، و یوزفین دورا اشاره کرد.